# Stylophone

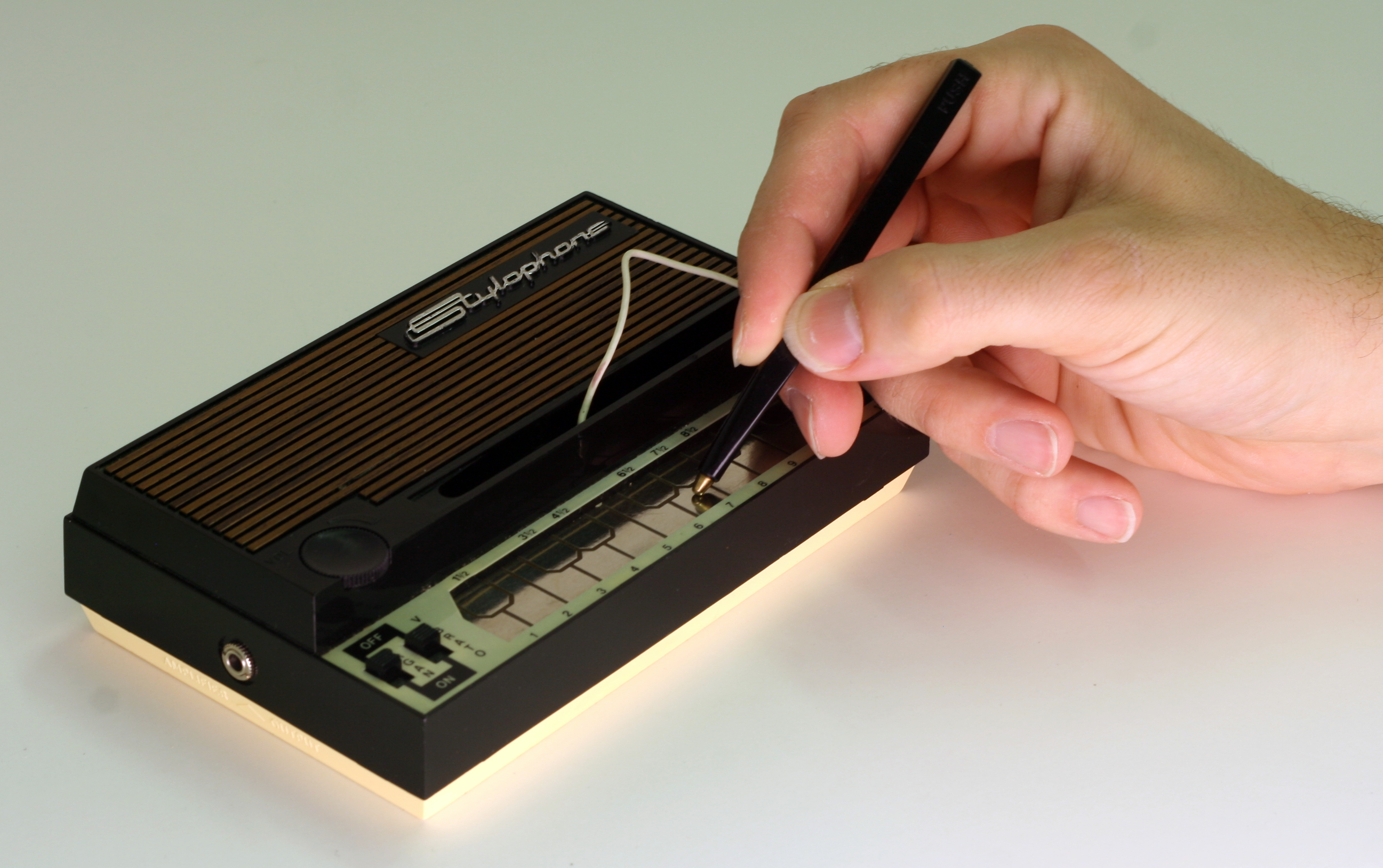
Een Stylophone uit midden jaren 70.

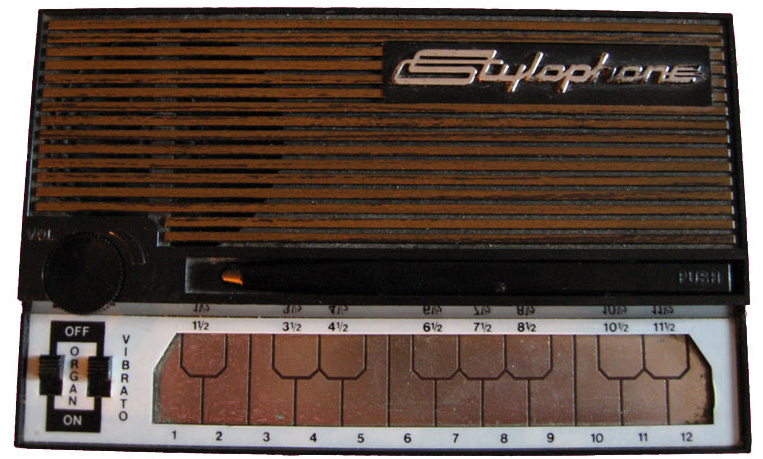
Een Stylophone vanaf de bovenzijde.

De Stylophone (of stylofoon) is een Britse miniatuurversie van een analoog klavier dat wordt gespeeld met een stylus. Het werd uitgevonden in 1967 door Brian Jarvis en werd het daarop volgende jaar geproduceerd door de firma Dubreq. Het bestaat uit een metalen klavier dat wordt gespeeld door de toetsen aan te raken met een stylus, waarbij elke noot via een weerstand is verbonden met een spanningsgestuurde oscillator. Hierdoor heeft elke toets een andere toonhoogte. De enige andere knoppen zijn een aan-en-uitschakelaar en een voor vibrato. Het heeft een bereik van anderhalf octaaf (van A tot en met E) en is 18 bij 11 bij 3,5 cm groot. In Nederland kostte het apparaatje bij de introductie circa 85 gulden en was een noviteit op de Firato van 1967; latere versies kostten rond de 90 gulden.
Ongeveer drie miljoen exemplaren van de Stylophone werden verkocht, meestal als speelgoed.
Het instrument was verkrijgbaar in drie varianten: standaard, bas en treble, waarbij de standaardvariant het meest voorkomt. Er was ook een grotere versie van het instrument uitgebracht onder de naam "350S", deze heeft meer toetsen en mogelijkheden en twee styluspennen.
Halverwege de jaren zeventig werd een nieuw model uitgebracht met een volumeregelaar en kunsthout op het luidsprekerpaneel. Dit model kwam uit, kort voordat de productie van het instrument werd gestopt in 1975.
De Stylophone is te horen in verschillende muzieknummers, waaronder David Bowie's "Space Oddity" (1969), Kraftwerks "Pocket Calculator" (1981) en The White Stripes "Icky Thump" (2007).

## Heruitgave
In 2007 werd de Stylophone opnieuw uitgebracht door speelgoedmaker Re:creation, in samenwerking met Dubreq. Het nieuwe model heet de S1, en is een digitale nabootsing van het originele model uit 1960. De S1 heeft een volumeregelaar, een audio-doorvoerfunctie, en heeft twee nieuwe klanken.
In december 2012 werd de S2 uitgebracht, die weer volledig analoog is. Begin 2017 bracht Dubreq de Stylophone Gen X-1 uit, een draagbare analoge synthesizer met meer knoppen voor het aanpassen van de klank.

## Bekende artiesten
De Stylophone is gebruikt door de volgende artiesten: David Bowie, Tony Visconti, Kraftwerk, Orbital, Pulp en Little Boots.